# Pusilha
Pusilha ist eine Maya-Ruinenstätte im äußersten Süden von Belize. Der spätklassisch gegründete Ort war ein bedeutendes Handelszentrum und hatte zu seiner Hochzeit rund 6000 Einwohner. Damit war Pusilha die größte Siedlung in der küstennahen Region südlich der Maya Mountains. Aufgrund seiner Abgelegenheit gelang es Pusilha seine Unabhängigkeit während des gesamten Bestehens der Stadt zu wahren.

## Lage
Pusilha liegt im Toledo District nahe dem Dorf San Benito Poité unmittelbar vor der guatemaltekischen Grenze. Kurz hinter dem Ort fließen der Poite River und der Pusila River zum Moho River zusammen, der nach rund 100 Kilometern bei der Bucht von Amatique in die Karibische See mündet.

## Geschichte
Pusilha wurde am Ende der Frühen Klassik gegründet und war zu Beginn eine sehr kleine Siedlung. Es war die dritte größere Siedlung der Maya im Süden des heutigen Belize nach Uxbenka und Nim Li Punit. Binnen eines Jahrhunderts nach ihrer Gründung stieg sie zur größten Stadt der Region auf, mit rund 7000 Einwohnern war sie mehr als viermal so groß wie die zweitgrößte Stadt, Lubaantun. Nachweise einer reduzierten Besiedlung stammen aus der Terminalen Klassik, in der weiterhin noch Monumentalbauten errichtet wurden sowie aus der Postklassik.
Seine Elite war kosmopolitischer Natur, anhand von menschlichen Überresten aus Gräbern konnte in 30 % eine Herkunft abseits der Region nachgewiesen werden, darunter aus der Region von Copán, dem nördlichen Tiefland und dem Hochland. Es wird angenommen, dass dies auf dynastische Ehen zurückzuführen ist und so politische Verbindungen Pusilhas dokumentiert. Pusilha war kulturell besonders eng mit dem südwestlichen Petén verbunden, insbesondere dem Gebiet am Río de la Pasión, was zu der Vermutung führt, dass die ersten Siedler aus dieser Gegend zuwanderten. Deutlich schwächer ausgeprägt als ursprünglich angenommen waren die Beziehungen nach Copán.
Aus Pusilha sind seit seiner Gründung als dynastischer Ort acht kriegerische Konflikte bekannt. Bereits im Jahr 595 erlitt Pusilha eine militärische Niederlage durch Angreifer vermutlich aus Altun Ha. Bei allen anderen Konflikten kann die Herkunft der Gegner nicht lokalisiert werden, so zum Beispiel beim Konflikt zwischen 595 und 600 gegen einen Chan Ek’ aus Yok’baj, einem unbekannten Ort. Auch zwischen 647 und 652 war Pusilha in militärische Auseinandersetzungen verwickelt.

### Dynastische Geschichte
Die vor Ort erhaltenen Inschriften ermöglichten die Erschließung einer für Belize ungewöhnlich reichen dynastischen Geschichte Pusilhas. Seine Herrscher führten den Titel k'uhul ajaw, Pusilhas Geschichtsschreibung beginnt mit der Gründung einer Dynastie in der frühen Spätklassik im Jahr 571 durch K’awil Chan K’inich Muwan Sak Tz’unun, der um 600 starb. Auf ihn folgte sein Sohn, K’ak’ u ti’ Chan, der bis mindestens 647 Herrscher war. Nach einem dritten, namentlich nicht bekannten Herrscher C, einem Bruder K’ak’ u ti’ Chans, der im Oktober 652 Herrscher wurde, bestieg Herrscher D den Thron vor 672. Nach einer vierzigjährigen Phase fehlender Inschriften, die möglicherweise auf politische Turbulenzen schließen lassen, ist 711 Herrscher E nachgewiesen. Auf ihn folgte Herrscherin F, von der keine direkten Daten überliefert sind, deren Herrschaft aber darauf schließen lässt, dass die übliche patrilineare Erbfolge nicht fortgesetzt werden konnte. Nach ihr kam K’ak’ u ti’ Chan K’awil, der vor 731 inthronisiert wurde und einige Zeit vor dem Jahr 751 starb.
Aus dem Jahr 751 existiert eine Stele, die an ein von K’ak’ Kalaw durchgeführtes Ritual erinnert, das eigentlich Königen vorbehalten war. Da seinem Namen aber weder die für einen Herrscher übliche Emblemglyphe noch die Inthronisationsformel beigegeben ist, kann nicht abschließend gesagt werden, ob K’ak’ Kalaw tatsächlich den Titel eines Ajaw trug.
Es sind noch vier weitere Herrscher überliefert, die aber mangels kalendarischer Daten nicht in das obige Gefüge eingeordnet werden können. Sie werden als Herrscher X1 bis X4 bezeichnet. Unter diesen von besonderer Bedeutung ist der Herrscher X3, dessen Name nicht erhalten ist, der aber auf der letzten beschrifteten Stele vom März 798 als Herrscher des Ortes angegeben wurde.

## Forschungsgeschichte
Die Stätte wurde 1928 wiederentdeckt. Das Vorhandensein von Inschriften führte dazu, dass eine im nah gelegenen Lubantuun aktive Forschungsgruppe des Britischen Museums stattdessen bis 1930 in Pusilha Ausgrabungen vornahm und über 50 Kisten polychromer Keramik (einfachere Scherben wurden in einem Haufen vor einer Höhle zurückgelassen) und mehrere Stelen nach London schickte.
Erst 1970 fanden wieder Arbeiten vor Ort statt, als Norman Hammond sich den vor Ort zurückgelassenen Scherben zuwandte. 1979, 1980 und 1982 kam es zu vereinzelten kleineren Grabungen, in deren Zuge die Moho Plaza wiederentdeckt wurde.
Von 2001 bis 2008 grub das Pusilha Archaeological Project systematisch in Pusilha und trug mit seinen Forschungen zur besseren Kenntnis des Ortes und seiner Bedeutung bei.